# Ammen des Zeus

Speisung des Knaben Zeus durch eine Nymphe

Die Ammen des Zeus sind verschiedene Gestalten der griechischen Mythologie.
Dem Titanen Kronos war prophezeit worden, dass ihn eines seiner Kinder vom Thron stürzen würde. Daher verschlang er alle Nachkommen, die seine Gemahlin (und Schwester) Rhea ihm gebar. Ihren Jüngsten versteckte Rhea jedoch – und dieser, nämlich Zeus, wurde heimlich von Ammen aufgezogen.
Als Kinderstube des künftigen Göttervaters wird zumeist eine Höhle im kretischen Ida-Gebirge genannt. Die Sage wanderte jedoch im Laufe der Zeit quer durch den antiken Siedlungsraum, weshalb als Nährerinnen und Beschützerinnen des Gottes viele Gestalten und Namen aufscheinen. Es sind (in alphabetischer Reihenfolge):
- Adrasteia
- Aiga
- Amaltheia
- Aix
- Capra
- Helike
- Ide oder Ida
- Kynosura
- Melissa

## Die „Ziegen“
Aix (altgriechisch αἴξ) ist schlicht das griechische Wort für Ziege. Aiga hat die nämliche Wurzel (αἴγειος aigeios, von einer Ziege abstammend), und Capra ist die lateinische Bezeichnung für das Tier.
Als Tochter des Helios war Aix wirklich als Ziege gedacht. In einer der kretischen Versionen zog ihr Zeus, nachdem er herangewachsen war, das Fell ab, um sich einen Schild daraus zu machen; immerhin versetzte er sie zum Dank an den Himmel, in das Sternbild Fuhrmann. Wie die Personifizierungen zeigen, nahm die Gestalt wohl als troisch-phrygische Berggöttin ihren Anfang, also im Nordwesten Kleinasiens. Unter dem Namen Ide wurde sie zu einer Nymphe des dortigen Ida-Gebirges. Als Tochter des Olenos wurde Aix (bzw. Aiga) zur Eponyme von Aigai im angrenzenden Aiolien.
Andere Spuren führen an die Nordküste der Peloponnes, in die Gegend des achaiischen Aigion nahe der Stadt Olenos, wo Zeus von der Ziege gesäugt worden sein soll, sowie nach Epeiros (hier ist die Amme eine dodonäische Nymphe) und sogar auf die Kykladeninsel Naxos, wohin Aglaosthenes in seinen Naxaká die fragliche Höhle verlegte.
Die bekanntesten Sagen kreisen jedoch um das Ida-Gebirge auf Kreta, dessen Namensgleichheit mit dem phrygischen Höhenrücken oft für Verwirrung in den Legenden sorgt. Hier, auf der großen Insel, ist der Name der beschützenden Nymphe zunächst Amaltheia; sie wird später in die Sterne erhoben. Ihre Ziege spielt nur als Milchgeberin eine Rolle, sowie als Spenderin des unzerstörbaren Aigis-Felles. Als der Name Amaltheia auf das Tier übertragen wurde, war der bocksfüßige Gott Pan ihr Hirte. Euhemeros machte Aix zur Gattin des Pan, die – trotzdem – von Zeus Mutter des Aigipan wird.
Erst später kam Adrasteia ins Spiel, wohl über die Vermittlung der oben genannten Ide und der (ebenfalls kleinasiatischen) idäischen Daktylen. Sie löste in den Erzählungen Amaltheia und Ida als Amme ab, oder wurde ihnen zur Seite gestellt. Hier findet sich erstmals das paarweise Auftreten, als Schwestern Adrasteia und Ida. Die ursprünglich dodonäischen Nymphen werden zu Töchtern des kretischen Melisseus.

## Die „Bärinnen“
Auf den Priester Epimenides, einen Anhänger des kretischen Zeuskultes, gehen die Namen Helike und Kynosura als jenes Nymphenpaar zurück, welches den Säugling aufzog. In der achaiischen Version ist Aiga eine der beiden; sie wird erst später durch Kynosura ersetzt. Helike jedenfalls blieb unbestritten, als Helike Arktos (griechisch ἄρκτος Bär).
Hier wiederholt sich die Legende von der Versetzung an den Himmel, jedoch in ein anderes Sternbild. Als Kronos – offenbar auf Rheas Versteck aufmerksam geworden – die Ammen und ihren Zögling verfolgte, machte dieser sie zur kleinen und zur großen Bärin.

## Die „Bienen“
Wie schon oben erwähnt, wurden Amaltheia und Ida auch als Töchter des Königs Melisseus interpretiert, der sein Volk die Kunst der Bienenhaltung lehrte (griechisch μέλι Meli, Honig).
Die beiden nährten das Zeuskind mit Ziegenmilch und Honig. Manchmal wurde der Name Amaltheia auf die Ziege übertragen, welche den Nymphen gehörte; dann wieder sind Ida und Adrasteia die Töchter des Melisseus. Zuletzt werden Amaltheia und Melissa als Ernährerinnen bezeichnet (griechisch μέλισσα, Biene).
Anderen Legenden zufolge wurden die Bienen selbst aktiv und träufelten ihren Honig in den Mund des Knäbleins: laut Columella aus eigenem Antrieb, laut Euhemeros, weil sie von den phryxonischen Nymphen dazu erzogen worden waren.